# 1492 Pictures
1492 Pictures è una casa di produzione cinematografica statunitense fondata nel 1994 da Chris Columbus e Michael Barnathan.
Tra le pellicole prodotte figurano Nine Months - Imprevisti d'amore (1995), i primi tre episodi della saga di Harry Potter (2001, 2002 e 2004), le due trasposizioni dei personaggi dei fumetti dei Fantastici Quattro (2005 e 2007), e i successi al botteghino Una notte al museo (2006) ed il seguito Una notte al museo 2 - La fuga (2009).
Il nome dello studio è un omaggio all'anno della scoperta dell'America da parte di Cristoforo Colombo, omonimo del regista Columbus.

## Filmografia
- Nine Months - Imprevisti d'amore (Nine Months), regia di Chris Columbus (1995)
- Una promessa è una promessa (Jingle All the Way), regia di Brian Levant (1996)
- Nemiche amiche (Stepmom), regia di Chris Columbus (1998)
- L'uomo bicentenario (Bicentennial Man), regia di Chris Columbus (1999)
- Monkeybone, regia di Henry Selick (2001)
- Harry Potter e la pietra filosofale (Harry Potter and the Philosopher's Stone), regia di Chris Columbus (2001)
- Harry Potter e la camera dei segreti (Harry Potter and the Chamber of Secrets), regia di Chris Columbus (2002)
- Harry Potter e il prigioniero di Azkaban (Harry Potter and the Prisoner of Azkaban), regia di Alfonso Cuarón (2004)
- Fuga dal Natale (Christmas with the Kranks), regia di Joe Roth (2004)
- I Fantastici 4 (Fantastic Four), regia di Tim Story (2005)
- Rent, regia di Chris Columbus (2005)
- Una notte al museo (Night at the Museum), regia di Shawn Levy (2006)
- I Fantastici 4 e Silver Surfer (Fantastic Four: Rise of the Silver Surfer), regia di Tim Story (2007)
- Una notte al museo 2 - La fuga (Night at the Museum: Battle of the Smithsonian, regia di Shawn Levy (2009)
- Una notte con Beth Cooper (I Love You, Beth Cooper), regia di Chris Columbus (2009)
- Percy Jackson e gli dei dell'olimpo (Percy Jackson & the Olympians: The Lightning Thief), regia di Chris Columbus (2010)
- Pixels, regia di Chris Columbus (2015)
- I Kill Giants, regia di Anders Walter (2017)
- Qualcuno salvi il Natale (The Christmas Chronicles), regia di Clay Kaytis (2018)
- Qualcuno salvi il Natale 2 (The Christmas Chronicles 2), regia di Chris Columbus (2020)
- Nosferatu, regia di Robert Eggers (2024)
- Il club dei delitti del giovedì (The Thursday Murder Club, regia di Chris Columbus (2025)